# Velemlokovití
Velemlokovití (Cryptobranchidae) je nevelká čeleď obojživelníků, kteří jsou rozšířeni pouze v Severní Americe a ve střední Číně a Japonsku. Čeleď těchto dravých nočních živočichů tvoří pouhé dva rody Andrias a Cryptobranchus, oba mají shodné české jméno „velemlok“. Někdy jsou nazývaní primitivními mloky.
Tato primitivně vyhlížející čeleď ocasatých vodních živočichů dostala vědecké jméno Cryptobranchidae, což ve starořečtině znamená „skrytá žábra“. Pojmenování vzniklo na základě mylného předpokladu, že nedostatek viditelných žaberních štěrbin znamená, že jejich žábra jsou skrytá. Ve skutečnosti však dospělci nepoužívají k dýchání žábra, ale z větší části plíce a pouze jako doplněk povrch kůže s hustou podpovrchovou kapilární síti.

## Rozšíření
Vyskytují se v chladnějším klimatickém pásu Číny, Japonska a Spojených států amerických. Obvykle se vyskytují v čistých oligotrofních, pomalu tekoucích řekách s řečištěm s kamenitým dnem a břehy s dostatkem podvodních skalních rozsedlin, které využívají jako denní nory nebo hnízda pro ukryt vajíček. Dobře poslouží i ponořené kmeny padlých stromů či vymleté dutiny u kořenů dřevin. Ve vyšších nadmořských výškách mohou obývat i stojaté vody, žijí ve vodách se sezonními teplotami v rozmezí od 5 do 25 °C. Během chladné zimy přezimují ve stavu strnulosti, obvykle na místech s hloubkou větší než dva metry.
Velemlok čínský (Andrias davidianus) žije v Číně, v horských oblastech a ve středních a dolních přítocích řek Jang-c’-ťiang, Žluté řeky a Perlové řeky. Je rozšířen z provincií Čching-chaj a S’-čchuan až po provincií Kuang-si, Kuang-tung a Ťiang-su. V dolních částech jsou tyto řeky značně znečištěné a břehy mají regulované, vyskytuje se tedy pouze v izolovaných úsecích a hlavně v menších čistých přítocích, případně i v malých jezerech.
Velemlok japonský (Andrias japonicus) je rozšířen výhradně v Japonsku, a to na ostrově Šikoku, na ostrově Honšú od jihozápadu až po severovýchodní prefekturu Gifu a dále na ostrově Kjúšú v prefektuře Óita. Nejvíce jedinců obývá nevelké vodní toky v pohoří Čúgoku v nejzápadnější části ostrova Honšú.
Velemlok americký (Cryptobranchus alleganiensis) se vyskytuje ve dvou oddělených populacích ve Spojených státech amerických. Západní obývá oblast nazývanou Plošina Ozark, což je zalesněná výše položená rovina ve státech Missouri, Arkansas a Oklahoma, které se nacházejí ve střední části Spojených států amerických. Druhá, východní populace, žije v potocích a drobnějších řekách v povodí řek Ohio a Tennessee tekoucích podél Apalačského pohoří. Velemloci žijící na východě Spojených států jsou někdy zařazování do nominátního poddruhu Cryptobranchus alleganiensis subsp. alleganiensis, kdežto velemloci vyskytující se ve středu USA do poddruhu Cryptobranchus alleganiensis subsp. bishopi.

## Historie
Z fosilních důkazů nalezených v Asii se předpokládá, že evoluční původ čeledi velemlokovitých sahá až do období střední jury (asi před 160 miliony let). Molekulární a morfologické studie mladších fosilních nálezů, pocházející z období od pozdního eocénu až po raný pliocén (od 40 po 5,3 až 3,6 miliony let), jsou známé již z Evropy, Asie i Severní Ameriky. Tato expanze byla usnadněna pozemním mostem vzniklým poklesem mořské hladiny, jako následek zalednění v pozdním pliocénu a na začátku čtvrtohor (asi před 2,6 miliony let).
Analýza mitochondriální i jaderné DNA ukázaly, že zkoumaná čeleď je monofyletická skupina a její dva současné rody se rozešly pravděpodobně v období mezi pozdní křídou a paleocénem (asi před 70 miliony let). Sesterské taxony velemlok čínský a velemlok japonský se oddělily patrně v pliocénu (přibližně před 4,3 miliony let) a jsou i přes poměrně malý stupeň genetické diferenciace považovány za samostatné druhy.
Velemloci mají vysoký počet chromozomů 2n = 60 a jejich velké jaderné genomy obsahují 46 až 55 párů gigabází (Gbp). Nejblíže příbuznou je čeleď Hynobiidae, její druhy se vyskytují po celé Asii a v evropské části Ruska.

## Morfologie
Hlavy velemloků obou rodů jsou robustní, široké a ploché, dosahují čtvrtiny až pětiny délky těla. Na hlavě mají roztroušené senzory, neuromasty, detekující proudění okolní vody a pohyb případné kořisti. V blízkosti zaobleného čenichu mají malé nozdry a drobné oči bez víček. Jazyk s volnými bočními okraji přiléhá v ústech na patro. Na boku těla i nohou jsou silné kožní záhyby, všechny končetiny jsou tlusté, silné a krátké, na předních je po čtyřech a na zadních po pěti podsaditých prstech částečně spojených hrubou kůži. Na svrchní straně těla je výrazná hřbetní ploutev a na spodní straně drobnější jen u kloaky.
Velemloci rodu Cryptobranchus si v dospělosti zachovávají jeden pár žaberních štěrbin, rodu Andrias žádný. Všichni produkují velké množství štiplavého kožního sekretu, jenž může být pro některé predátory odpuzující. Rozmnožují se velmi pomalu, od vylíhnutí z vajíček přes vývoj larev (pulců) do dospělce to trvá od čtyř do šesti let. Členové této čeledě jsou také schopni vokalizovat, ozývají se zvuky připomíná dětský pláč.
Zbarvení vykazuje velkou variabilitu, velemlok čínský má kůži tmavě hnědou, černou nebo nazelenalou, velemlok japonský bývá červenohnědý se světlejšími fleky nebo je mramorovaný tmavšími skvrnami. Velemlok americký mívá barvu od šedočerné po olivově zelenou na většině těla, může také mít různě umístěné světlé skvrny. Občas byli pozorováni albíni nebo jedinci s oranžovými až černými vzory.
Jedná se o poměrně velké živočichy, přičemž největší z nich, velemlok čínský, dosahuje délky až 180 cm a hmotnosti 59 kg. Velemlok japonský může mít maximální délku 150 cm a hmotnost 45 kg, největší zkoumaný jedinec se dožil 72 let. U velemloka amerického se v dospělosti průměrná délka pohybuje od 30 po 50 cm a dožívá se věku 25 až 30 let, u největšího bylo naměřeno 74 cm a nejstarší jedinec žil v zajetí 55 let. Při dostatku potravy přirůstají po celou dobu života.

## Migrace
Samci vykazují vysokou úroveň teritoriality, hlavně v období rozmnožování, brání svá loviště i hnízdiště, jejich okrsky se však prolínají se samičími. Svá území si dlouhodobě střeží, cestují pouze při vyhledávání nových úkrytů nebo při hledání partnera v době rozmnožování, tehdy se mohou pohybovat i stovky metrů daleko. Velikost vodní plochy samčího okrsku se pohybuje okolo 80 m² a samičího 30 m².

## Potrava
Tito noční živočichové začínají lovit potravu po setměním, jejich aktivita vrcholí okolo půlnoci a končí o 3. hodině ranní. Jsou to dravci lovící ze zálohy. Mají velmi pomalý metabolismus a tudíž i nízkou kalorickou potřebu příjmu potravy. Jejich strava se skládá z malých rybek, hmyzu, žížal, korýšů, pulců, rybích jiker, žab, vodních krabů, krevet a také z nedospělých jedinců vlastního druhu.
U svého doupěte velemlok číhá na pohybující se živou potravu přiměřené velikosti, až se tato dostane do jeho blízkosti, obvykle ji nepronásleduje. Kořist v blízkosti stanoviště překvapivě uloví nasátím do roztažené tlamy, ve které vytvoří podtlak. Lapeného živočicha polkne bez kousání.

## Reprodukce
Velemloci se rozmnožují přes vývoj larev v dospělce, což od vylíhnutí z vajíček trvá od čtyř do šesti let, hlavně v závislosti na potravě a prostředí. Přitom jim mj. narostou nohy, vyvinou se plíce a zarostou vnější žábry, u rodu Cryptobranchus jen částečně.
Dominantní samci připravují hnízda pro vajíčka, která ukrývají a stráží v doupatech ve škvírách kamenitých břehů, pod velkými plochými kameny či ponořenými kmeny. Charakteristické pro velemloky je snášení vajíček více samicemi do jednoho hnízda, náležející v tomto úseku dominantnímu samci. Samice snese do hnízda průměrně 300, asi 6 mm velkých žlutých nebo bílých vajíček slepených do provazců, která domácí samec následně oplodní. V hnízdě se často nacházejí vajíčka různých samic v rozdílném stádiu vývoje. Samice po snesení odplouvají a o potomstvo dále pečuje jen samec, který hnízdo střeží před ostatními kanibalskými samci, samicím však dovolí připlout do hnízda a snůšku ještě zvětšit. Samec během této strážní služby až do vylíhnutí nežere, vajíčka ocasem ovívá a zajišťuje tak jejich omývaní čerstvou vodu. Na těle samců bývají stopy pocházející z pravděpodobných zápasu o dominanci v daném areálu.
Reprodukční cyklus probíhá v sezonních periodách. Se zvyšováním teploty vody, klesajícím průtokem a dostatkem potravy se od jara do léta aktivuje zrání pohlavních buněk v gonádách. Při nejvyšší teplotě a nejnižším průtoku vody dochází ke tření. S klesající teplotou vody se z vajíček líhnou larvy, při teplotě vody okolo 20 °C se vykulí za 40 až 80 dnů, při nižší teplotě později. Po spotřebování výživy ve žloutkovém váčku odplouvají z hnízda.
Titěrné larvy se rozptýlí a začnou samostatný život, úkryt nejčastěji naleznou ve štěrku nebo organickém odpadu u dna, kde také získávají drobnou živou potravu. Mladé larvy bývají velké asi 2,5 až 3 cm, u rodu Andrias zůstávají larvy v embryonálním stavu s vnějšími žábrami až do asi třech roků a délky 20 cm, kdežto u rodu Cryptobranchus žábry mizí ve věku jednoho a půl roku a velikosti 12 cm. Zprvu jsou beznohé, postupně jim narostou nejprve přední, nato zadní končetiny a začnou dýchat plícemi. Velemlokovití pohlavně dospívají a začínají se rozmnožovat obvykle v sedmi až deseti létech, kdy dorostli do délky nejméně 30 cm.

## Ohrožení
Tito primárně noční živočichové hledají úkryt v hlubokých norách v kamenitých březích, dobře se před lidmi i ostatními dravci ukrývají a žijí poměrně tajemným životem. Proto lze u všech tří druhů jen velmi nepřesně usoudit na jejich počet a populační hustota na jednotlivých stanovištích je pouze odhadována. Sami bývají v mladším věku loveni většími rybami, plazy, želvami i vydrami, sami jsou také kanibalové. Velemlok čínský je i přes proklamovanou ochranu v Číně lidmi loven pro jídlo. Jedinci oficiálně nabízeni jako potrava sice vyrostli na speciálních farmách, kde se však původní mateční velemloci dostali nelegálním výlovem z přírodního prostředí, kde jsou jejich počty velmi nízké.

## Hodnocení IUCN
Z pohledu Mezinárodního svazu ochrany přírody IUCN jsou americké i japonské druhy velemloka hodnoceny jako zranitelné (VU), kdežto čínský druh je kriticky ohrožený (CR).